# Asura unicolora
Asura unicolora är en fjärilsart som beskrevs av Bethune-Baker 1904. Asura unicolora ingår i släktet Asura och familjen björnspinnare. Inga underarter finns listade i Catalogue of Life.